# Aleksandr Trofimovič Petrov
Aleksandr Trofimovič Petrov (in russo Александр Трофимович Петров?, anglosassone Aleksandr Trofimovich Petrov; Leningrado, 27 settembre 1925 – Mosca, 29 luglio 1972) è stato un calciatore sovietico, di ruolo centrocampista.

## Carriera

### Club
Petrov iniziò la sua carriera a 21 anni. Dal 1946 al 1948 giocò per la stessa società nella città di Omsk, questa cambiò nome rispettivamente per tre volte: inizialmente Lokomotiv Omsk (1946), cambiò denominazione in Kryl'ja Omsk l'anno successivo e venne rinominata Baranova Omsk nel 1948. Nel 1949 andò al Sovetov Novosibirsk, dove stette per un anno, per poi passare al CSKA Mosca. Giocò nel CSKA Mosca per 7 anni consecutivi, escludendo la stagione 1953 passata tra le file della Dinamo Mosca.

### Nazionale
Petrov debuttò con l'URSS contro la Bulgaria. Ottenne in totale tre presenze e un gol segnato contro la Jugoslavia con la nazionale sovietica.